# 해바라기 (음악 그룹)
해바라기는 대한민국의 2인조 포크 음악 그룹이다. 초기에는 4인조 혼성 음악 그룹으로 출발해 1982년에 지금과 같은 2인조 체제가 되었다. 대표곡은 《행복을 주는 사람》, 《사랑으로》(영화 엄마의 기적 OST), 《모두가 사랑이예요》등이 있다.

## 앨범
- 1집 《행복을 주는 사람》(1983년)
- 2집 《그 날 이후》(1985년)
- 3집 《오랜 침묵은 깨어지고/사랑은 언제나 그 자리에》(1986년)
- 4집 《슬픔만은 아니겠죠/사랑 노래》(1988년)
- 5집 《89' 해바라기》(1989년)
- 6집 《92' 해바라기》(1992년)
- 7집 《그대만의 향기》(2000년)
- 미니앨범 《For The Peace 해바라기》(2001년)
- 미니앨범 《Sun Flower Vol.9》(2003년)
- 미니앨범 《아름다운 약속 / 나 없어도》(2005년)
- 미니앨범 《해바라기 - 사랑1 》(2009년)
- 정규앨범 《영화 엄마의 기적 OST》(2019년)

## 수상
- 1984년 - 젊은이의 가요제 은상 수상
- 1986년, 1987년 - 연예협회 가베상 수상
- 1990년 - ABU 국제가요제 대상 수상
- 1992년 - 한국노랫말대상 나라사랑 노랫말상
- 2001년 - 한국연예협회 공로상